# Ginger (serie animata)
Ginger (As Told by Ginger), noto anche come As Told by Ginger Foutley, è una serie televisiva animata statunitense del 2000, creata da Emily Kapnek.
La serie è concentrata su una ragazza delle scuole medie (poi delle superiori) di nome Ginger Foutley che, con i suoi amici, cerca di diventare più di una secchiona sociale.
Un episodio pilota intitolato The Party è stato prodotto nel 1998 e fa il suo debutto ufficiale su The Splat il 9 ottobre 2015.
La serie è stata trasmessa per la prima volta negli Stati Uniti su Nickelodeon dal 25 ottobre 2000 al 4 luglio 2004 e su Nicktoons dal 24 novembre 2004 al 14 novembre 2006, per un totale di 54 episodi ripartiti su tre stagioni. Gli ultimi sei episodi della terza stagione, rimasti inediti all'epoca della trasmissione originale, hanno fatto il loro debutto televisivo su The Splat il 22 e il 23 ottobre 2016 e su CBS All Access il 12 gennaio 2021. In Italia è stata trasmessa su Nickelodeon dal 20 dicembre 2004.

## Episodi
| Stagione         | Episodi | Prima TV USA | Prima TV Italia |
| ---------------- | ------- | ------------ | --------------- |
| Prima stagione   | 20      | 2000-2001    | 2004-2005       |
| Seconda stagione | 20      | 2002-2003    | 2005-2006       |
| Terza stagione   | 20      | 2003-2006    | 2006            |

## Personaggi e doppiatori

### Personaggi principali
- Ginger Foutley, voce originale di Melissa Disney, italiana di Federica De Bortoli.
- Darren Patterson, voce originale di Kenny Blank, italiana di Corrado Conforti.
- Deirdre Hortense "Dodie" Bishop, voce originale di Aspen Miller, italiana di Ilaria Latini.
- Macie Lightfoot, voce originale di Jackie Harris, italiana di Antonella Baldini.

### Personaggi ricorrenti
- Courtney Gripling, voce originale di Liz Georges, italiana di Laura Latini.
- Miranda Killgallen, voce originale di Cree Summer, italiana di Claudia Pittelli.
- Carl, voce originale di Jeannie Elias, italiana di Paolo Vivio.
- Robert Joseph "Hoodsey" Bishop, voce originale di Tress MacNeille, italiana di Simone Crisari.
- Lois, voce originale di Laraine Newman, italiana di Antonella Giannini.
- Blake Gripling, voce originale di Kath Soucie, italiana di Alessio De Filippis.
- Claire Gripling, voce originale di Candi Milo, italiana di Daniela Debolini.
- Winston, voce originale di John Kassir, italiana di Roberto Certomà.
- Brandon, voce originale di Grey Delisle, italiana di Simone Marzola.
- Dott. Dave, voce originale di David Jeremiah, italiana di Maurizio Reti.
- Joann, voce originale di Susan Krebs, italiana di Gilberta Crispino.